# Brea Grant
Brea Colleen Grant , född 16 oktober 1981 i Marshall i Texas, är en amerikansk skådespelare som är bäst känd för sin roll som Daphne Millbrook i NBCs tv-serie Heroes. Hon har även varit med i ett avsnitt av Cold Case, tre av Friday Night Lights och som "Junkie Girl" i Max Payne.

## Filmografi (urval)
- 2008 - Friday Night Lights (tv-serie)
- 2008 - Cold Case (tv-serie)
- 2008 - Max Payne
- 2008 - Heroes (tv-serie)
- 2009 - H2: Halloween 2